# Szmaragdowiec (zwyczajny)
Szmaragdowiec (zwyczajny) (Anthornis melanura) – gatunek ptaka z rodziny miodojadów (Meliphagidae). Występuje na Nowej Zelandii oraz należących do niej wyspach, w tym Wyspach Trzech Króli i Poor Knights, które zamieszkują przedstawiciele odrębnych podgatunków. Nie jest zagrożony wyginięciem.

## Taksonomia
Po raz pierwszy gatunek opisał Anders Sparrman w 1786. Holotyp pochodził z Zatoki Królowej Charlotty, zamiast której autor błędnie podał „Promontorium Bonae Spei” (Przylądek Dobrej Nadziei). Sparrman nadał nowemu gatunkowi nazwę Certhia melanura.
Obecnie (2023) Międzynarodowy Komitet Ornitologiczny (IOC) umieszcza szmaragdowca zwyczajnego w rodzaju Anthornis. Obejmuje on jeszcze jeden gatunek, wymarłego szmaragdowca żółtookiego (A. melanocephala). Dawniej bywał on uznawany za jeden z podgatunków szmaragdowca zwyczajnego, między innymi w 5. tomie Handbook of Australian, New Zealand & Antarctic Birds (2001) i 12. tomie Check-list of birds of the world (1967). Wyróżniał się jednak żółtą tęczówką, wyraźnie większymi rozmiarami ciała, a według Traversa jego pieśń była intensywniejsza i bardziej urozmaicona. Według wyników badań genetycznych z 2016 roku szmaragdowiec zwyczajny i szmaragdowiec żółtooki to taksony siostrzane.
Zarówno IOC, jak i autorzy HBW uznają trzy podgatunki: A. m. melanura (Sparrman, 1786), A. m. obscura Falla, 1948 i A. m. oneho Bartle & Sagar, 1987.

## Morfologia
Długość ciała wynosi od 17 do 20 cm; masa ciała samca – około 31 g, samicy – 24 g. Szmaragdowce zwyczajne są średniej wielkości miodojadami ze stosunkowo długim ogonem, dość wąskim u nasady, rozszerzającym się i wciętym na końcu.
Dalszy opis dotyczy przedstawicieli podgatunku nominatywnego, jeżeli nie zaznaczono inaczej. U samca zarówno wierzch, jak i spód ciała są oliwkowozielone. Szyję i głowę wyróżniają nieco ciemniejsza barwa i fioletowy połysk. Kantarek czarny. Pokrywy nadogonowe ciemnobrązowe z wąskimi opalizującymi czarno-niebiesko krawędziami. Pokrywy skrzydłowe ciemne, oliwkowoszare. Lotki czarne, niebiesko połyskujące. Z przodu po bokach obecne jasnożółte plamy. Nogawice szare. Okolice kloaki i pokrywy podogonowe od jasnożółtych po brudnobiałe. Tęczówka czerwona, dziób czarny, nogi niebieskoszare. Samice są nieznacznie mniejsze od samców. Mają ciemny, oliwkowobrązowy wierzch i nieco jaśniejszy spód ciała. Na głowie i szyi występuje słaby niebieski połysk, najintensywniejszy na czole i ciemieniu. Ogon z wierzchu ciemnobrązowy z oliwkowymi krawędziami, brak opalizacji. Skrzydła podobne jak u samców, lecz bardziej brązowe, z oliwkowymi krawędziami lotek i bez opalizacji. Obecny wąski biały pasek policzkowy. Broda płowa. Jasnożółta plama po bokach ciała bardzo jasna, słabiej widoczna niż u samców. Okolice kloaki i pokrywy podogonowe od jasnooliwkowych po brudnobiałe. Nieopierzone części ciała ubarwione tak jak u samców.
Przedstawicieli A. m. oneho cechują większe rozmiary ciała niż u ptaków podgatunku nominatywnego. U samców na głowie widoczny jest fioletowoniebieski połysk, u samic zaś – zielonkawoniebieski. Osobniki podgatunku  A. m. obscura również są większe w porównaniu do tych podgatunku nominatywnego. Mają nieco ciemniejsze i ogółem mniej żółte upierzenie. U samców pióra na głowie opalizują fioletowo. U samic spód ciała jest nieco jaśniejszy.

## Zasięg występowania
Zasięg występowania szmaragdowców zwyczajnych obejmuje główne wyspy Nowej Zelandii, przybrzeżne wyspy oraz niektóre należące do niej archipelagi. 
Przedstawiciele podgatunku A. m. oneho występują na wyspach Poor Knights, położonych na wschód od północnej części Wyspy Północnej. Ptaki podgatunku A. m. obscura występują na Wyspach Trzech Króli, znajdujących się na północny zachód od północnej części Wyspy Północnej. 
Szmaragdowce zwyczajne podgatunku nominatywnego zamieszkują główne wyspy Nowej Zelandii – Północną i Południową – liczne przybrzeżne wyspy, Wyspy Auckland i Wyspę Stewart. Są szeroko rozprzestrzenione i zwykle liczne na obydwu głównych wyspach. Wyjątkiem są tu niektóre regiony administracyjne Wyspy Północnej – Northland, Waikato, południowy Hawke’s Bay i Manawatu-Wanganui – oraz położone na Wyspie Południowej Canterbury Plains i Central Otago.

## Ekologia i zachowanie
Środowiskiem życia szmaragdowców zwyczajnych są gęste lasy pierwotne ze zróżnicowanym i bujnym podszytem złożonym z krzewów i młodych drzew. Są to głównie nizinne lasy mieszane złożone z zastrzalinowatych (Podocarpaceae) i pomniejszych drzew umieszczanych tradycyjnie w dwuliściennych (ang. „podocarp-hardwood forest”). Należą do nich lasy z udziałem Metrosideros robusta (mirtowate) i nadbrzeżne lasy metrosiderosów wyniosłych (Metrosideros excelsa). Zamieszkują też lasy mieszane z przewagą bukanów (Nothophagus), jak położone na wyższych wysokościach lasy Halocarpus bidwillii, Lepidothamnus intermedius (zastrzalinowate) i bukanu Solandera (Nothofagus solandri).
Na Wyspie Południowej szmaragdowce zwyczajne występują głównie w nadbrzeżnych lasach z przewagą Dacrydium cupressinum, M. robusta i onatni Weinmannia racemosa. Cechuje je zwarta warstwa koron i gęsty podszyt, licznie rosną tu epifity. Najrzadziej ptaki te pojawiają się w połaciach odradzającego się lasu. Spotykane są również w zaroślach w piętrze subalpejskim.
Odnotowywane były od poziomu morza do przynajmniej 1220 m n.p.m. W regionie Northland szmaragdowce zwyczajne są nieliczne, a obserwowane tam osobniki mogą pochodzić z przybrzeżnych wysepek. Na Wyspę Północną mogą przedostać się na przykład przez półwysep Whangaparaoa, położony blisko wyspy Tiritiri Matangi. Podczas żerowania szmaragdowce zwyczajne często dołączają do wielogatunkowych grup oraz do kędziorników (Prosthemadera novaeseelandiae) i miodników (Notiomystis cincta). Na wyspie Little Barrier zaobserwowano, że samice szmaragdowców często przyłączają się do innych ptaków owadożernych (choć owady nie są ich jedynym pożywieniem).

### Pożywienie

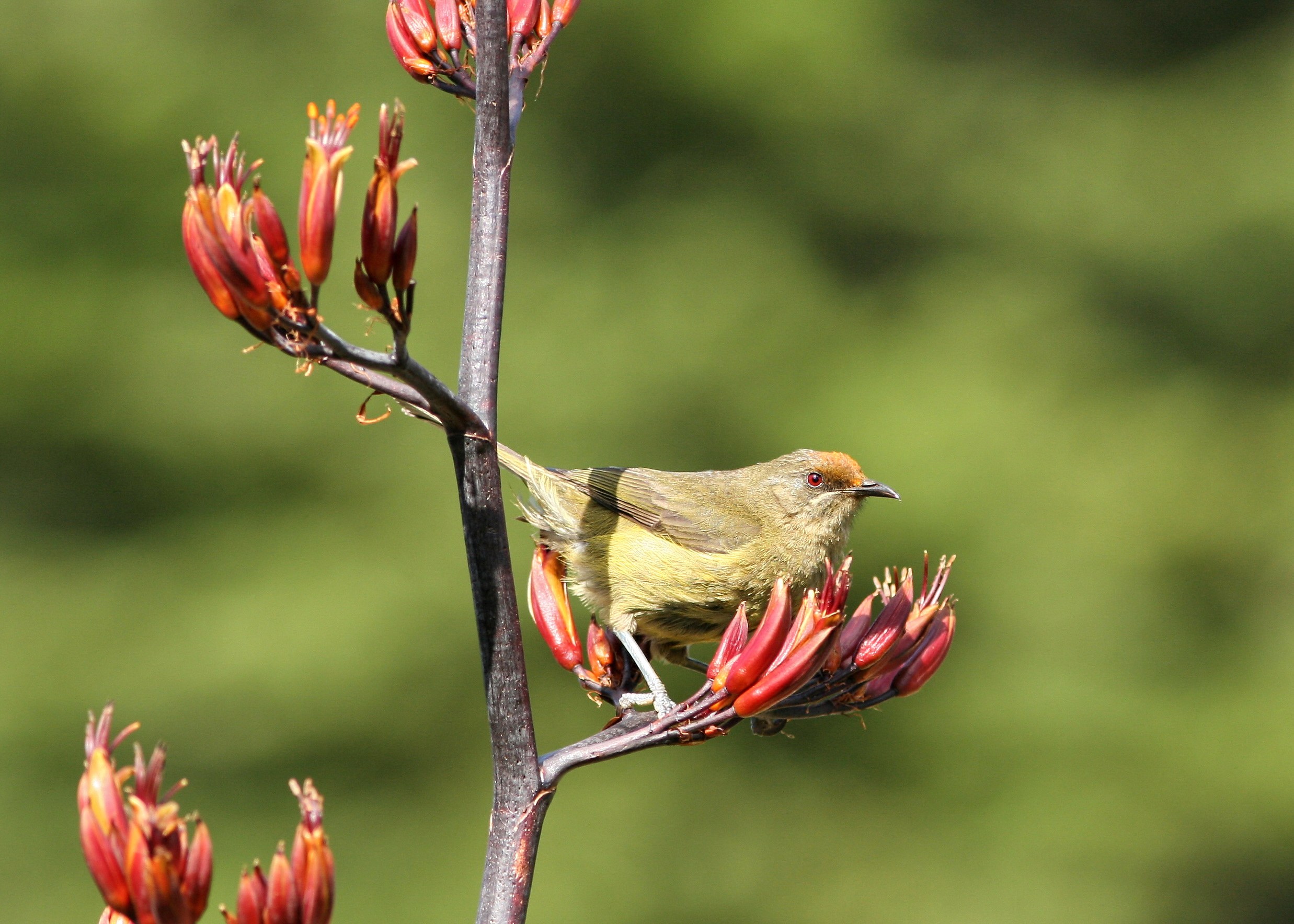
Samica żerująca na tęgoszu (Phormium) – widoczna pomarańczowa plama z przyklejonego pyłku

Pożywieniem szmaragdowców zwyczajnych jest głównie nektar, a do tego owoce i owady. Zjadają również spadź, między innymi z onatni W. racemosa i z Metrosideros umbellata. Nektarem żywią się cały rok, przy czym wysoki udział w diecie ma on w sezonie wiosenno-letnim, podobnie jak owadami – te tworzą dużą część diety w okresie jesienno-zimowej. Owoce jedzą głównie od lata do zimy. Spadź ma niewielki udział w diecie, chociaż zjadana jest przez szmaragdowce przez większość miesięcy; jest jednak głównym składnikiem pożywienia u ptaków z większości lasów Wyspy Południowej. Do 2011 włącznie wiadomo było o wykorzystywaniu przez szmaragdowce nektaru z roślin co najmniej 139 gatunków (w tym 62 rodzimych), owoców – 97 gatunków (w tym 77 rodzimych), a spadzi – 6 gatunków; zidentyfikowano w zdobyczy bezkręgowce co najmniej 50 gatunków (wyłącznie rodzimych podobnie jak w przypadku spadzi).
Przeważnie szmaragdowce połykają owoce w całości, czasem zgniatają je dla wydobycia soku. Żerują na wszystkich piętrach roślinności, od koron drzew po podłoże. Pokarmu szukają wśród kwiatów i listowia, na korze gałęzi i pnia drzewa, w różnych zagłębieniach i szczelinach. W nasadzeniach obcej dla Nowej Zelandii sosny (Pinus) szmaragdowce żerują na ziemi częściej niż w rodzimych lasach. W okresie lęgowym szmaragdowce żerują samotnie. Poza nim przeważnie czynią podobnie; mimo że kilka ptaków może szukać pokarmu na jednym drzewie, każdy z nich broni swojego terenu w jego obrębie. Na wyspach Tiritiri Matangi zaobserwowano dominację samców względem samic w kolejności dostępu do pożywienia.

### Lęgi
Okres lęgowy trwa głównie od września do stycznia, choć pisklęta obserwowano nawet na początku maja, a podloty – na początku kwietnia. Szmaragdowce zwyczajne wyprowadzają niekiedy dwa lęgi w roku, zdarzają się również lęgi zastępcze. Na wyspach Poor Knights lęgi trwają od września do grudnia (najwięcej zniesień przypada na okres od połowy października do połowy listopada), na Wyspach Trzech Króli prawdopodobnie w podobnym czasie.

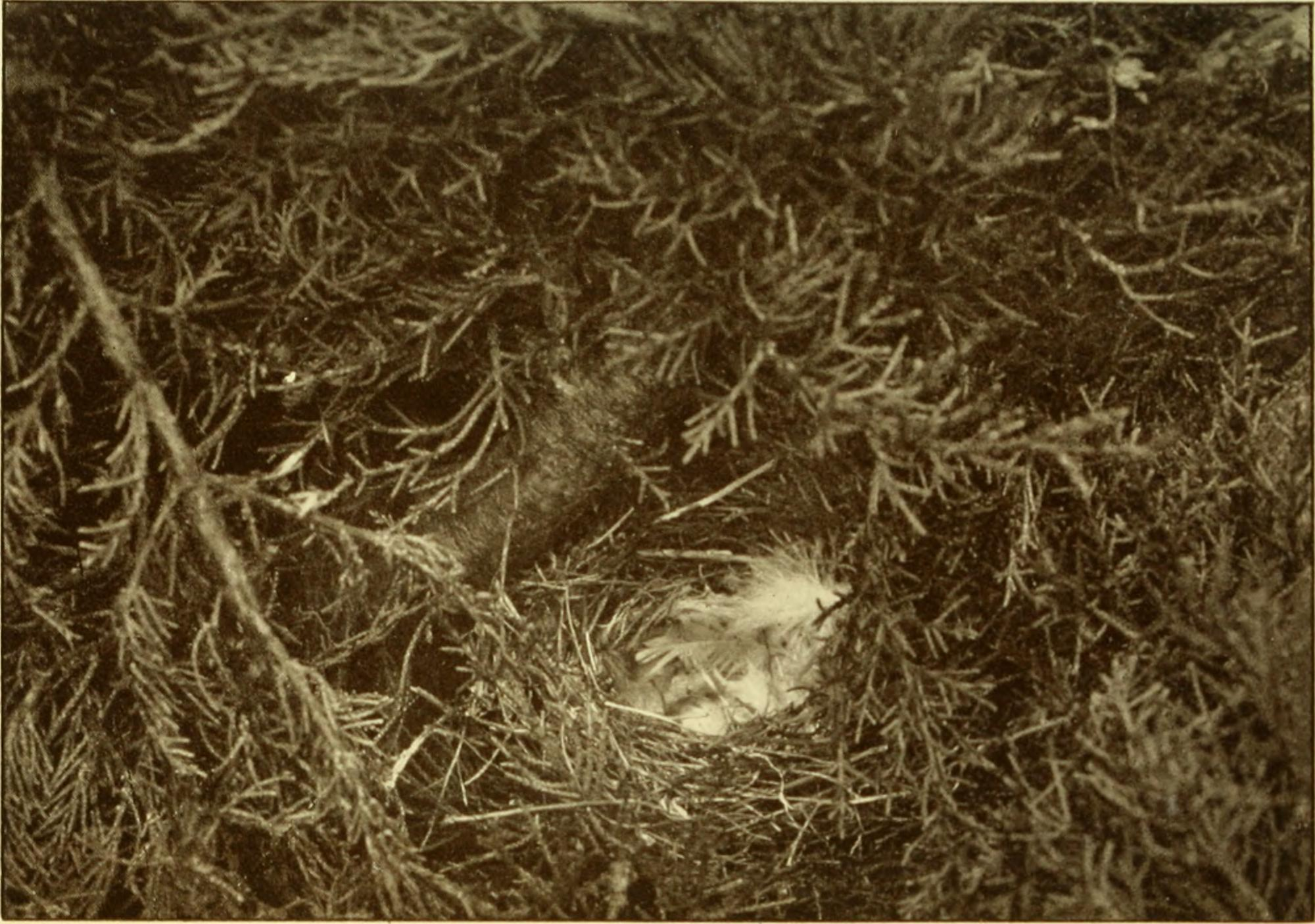
Gniazdo szmaragdowca (1914)

Samica sama zbiera materiał na gniazdo i buduje je. Zewnętrzna warstwa ma formę bezładnej zbieraniny gałązek, liści, korzeni, traw i mchów. Wewnętrzną warstwę tworzą delikatniejsze trawy, mchy i łuski paproci drzewiastych. Wyściółkę stanowią pióra lub mchy. Średnica gniazda wynosi około 15 cm. Gniazda umieszczane są w różnych miejscach – na podłożu, blisko nad podłożem i wyżej, do 16 metrów nad podłożem; na Poor Knights 21,4% gniazd umieszczonych jest bezpośrednio na podłożu. Są dobrze osłonięte i ukryte wśród listowia drzew, gęstych krzewów lub pnączy. Niekiedy mieści się w szczelinie skalnej lub dziupli albo wycięciu z pniu.
W zniesieniu przeważnie znajdują się 3 jaja, rzadziej 4 lub 5 (dostępne średnie: 2,87 z badań na Poor Knights i 3,6 z Tiritiri). Skorupka ma barwę różowawobiałą, pokryta jest brązowymi i czerwonobrązowymi plamami. Wysiadywanie rozpoczyna się po złożeniu ostatniego jaja. Inkubacja trwa od 13 do 15,5 dni. Samica wysiaduje sama, samiec dostarcza jej pożywienie. Pisklętami w gnieździe opiekuje się samica. Przez pierwsze 12 dni życia obydwa ptaki z pary zajmują się karmieniem młodych mniej więcej po równo, później pokarm przynosi im głównie samica. Młode opuszczają gniazdo po około 14–19 dniach życia. Podloty są karmione przez obydwoje rodziców co najmniej tydzień, czasami kilka; zaczynają jednak same szukać pożywienia około 3 dni po opuszczeniu gniazda.
Prawdopodobnie kukiel długosterny (Urodynamis taitensis) jest pasożytem lęgowym szmaragdowców zwyczajnych.

## Status, zagrożenia i ochrona
IUCN uznaje szmaragdowca zwyczajnego za gatunek najmniejszej troski nieprzerwanie od 1988 (stan w 2023). Liczebność populacji ocenia się na 6000 – 15 000 dorosłych osobników. BirdLife International uznaje trend liczebności populacji za prawdopodobnie spadkowy. Współcześnie głównym zagrożeniem dla szmaragdowców zwyczajnych jest wycinka w pierwotnych lasach oraz usuwanie pozostałej rdzennej roślinności z upraw. Drzewa rodzimych gatunków bywają również uszkadzane przez inwazyjne kitanki lisie (Trichosurus vulpecula). Innym zagrożeniem są introdukowane ssaki.